# Vogyince
Vogyince (horvátul: Vođinci) falu és község Horvátországban, Vukovár-Szerém megyében. 

## Fekvése
Vukovártól légvonalban 31, közúton 37 km-re nyugatra, Vinkovcétől 15 km-re nyugatra, a Nyugat-Szerémségben, a Zágráb–Vinkovce–vasútvonal mentén fekszik. 

## Története
A régészeti leletek tanúsága szerint a község területe már az őskorban is lakott volt. Határában a Prisunjača-Ciglanica lelőhelyen végzett feltárások során 2017-ben a vučedoli kultúra településének maradványait tárták fel.
Vogyince első írásos említése 1395-ben történt „Voginch” alakban abban a február 14-én kelt oklevélben, melyben Zsigmond király Garai Miklós bánt és testvérét a Horvátiak Bács, Pozsega és Valkó vármegyei birtokaiba királyi adományként beiktatja. A Garaiak a 16. század elejéig, a család kihaltáig voltak a település birtokosai. A település 1536 körül került török kézre és 150 évi török uralom után 1687-ben szabadult fel. Bakics Péter diakovári püspök egy 1702-es okleveléből kiderül, hogy Horváti vidéke ekkor már a püspökséghez tartozott, de már 1700 körül megkezdődött az új lakosság tervszerű betelepítése, akik Boszniából, Kordunból és Likából érkezett katolikus menekültek voltak. 
1745-től megkezdődött a katonai határőrvidék szervezése. 1753-ban a település a Bródi határőrezred igazgatása alá került. 1800 körül az addigi faházak helyett a katonai parancsnokság engedélyével téglából épült házak épültek. Az itteni határőrök a Habsburg Birodalom minden csataterén harcoltak. 1878-ban megépült a Bród–Vinkovce–Dálya-vasútvonal, mely a postai szolgáltatáshoz hasonlóan az első világháború végéig magyar állami tulajdonban volt. 1873-ban megszüntették a katonai igazgatást, és 1881-ben Vogyincét a polgári Horvátországhoz csatolták. 
A településnek 1857-ben 870, 1910-ben 1058 lakosa volt. Szerém vármegye Vinkovcei járásához tartozott. Az 1910-es népszámlálás adatai szerint lakosságának 64%-a horvát, 32%-a német, 2-2%-a magyar és szerb anyanyelvű volt. A település az első világháború után az új szerb-horvát-szlovén állam, majd később (1929-ben) Jugoszlávia része lett. A második világháború után a Zagorjéból és a Muraközből érkezett bevándorló családok települtek ide. 1991-ben lakosságának 98%-a horvát nemzetiségű volt. 1991-től a független Horvátország része. 1992-ben a közigazgatási átszervezés során Horváti (Stari Mikanovci) községhez csatolták. 1996-ban Vogyince önálló község lett. A településnek 2011-ben 1966 lakosa volt.

## Népessége
| Lakosság változása | Lakosság változása | Lakosság változása | Lakosság változása | Lakosság változása | Lakosság változása | Lakosság változása | Lakosság változása | Lakosság változása | Lakosság változása | Lakosság változása | Lakosság változása | Lakosság változása | Lakosság változása | Lakosság változása | Lakosság változása |
| ------------------ | ------------------ | ------------------ | ------------------ | ------------------ | ------------------ | ------------------ | ------------------ | ------------------ | ------------------ | ------------------ | ------------------ | ------------------ | ------------------ | ------------------ | ------------------ |
| 1857               | 1869               | 1880               | 1890               | 1900               | 1910               | 1921               | 1931               | 1948               | 1953               | 1961               | 1971               | 1981               | 1991               | 2001               | 2011               |
| 870                | 795                | 821                | 1.069              | 1.067              | 1.058              | 1.001              | 1.117              | 1.351              | 1.541              | 1.913              | 2.131              | 2.074              | 2.099              | 2.113              | 1.966              |

## Gazdaság
A településen hagyományosan a mezőgazdaság és az állattartás képezi a megélhetés alapját. 

## Nevezetességei
A Rózsafüzér királynője tiszteletére szentelt római katolikus plébániatemploma 1968 és 1974 között épült. 26 festett üvegablaka van, melyek a rózsafüzér szentségeit és szenteket ábrázolnak. A templom négy tölgyfa ajtaján 16, az ó- és újszövetségből vett jelenet látható, melyek Stjepan Balažić munkái. A vogyincei plébániát 1930. április 1-jén alapították. Filiája az újhorváti Szent Bertalan-templom.

## Kultúra
A „Mladost” folklórcsoportot 1968-ban az akkori plébános Vlatko Poljičak ösztönzésére alapították. Fennállása óta résztvevője a „Vinkovački jeseni” őszi fesztivál rendezvényeinek. 1991 és 1995 között a háború miatt működése szünetelt. 1995-ben újrakezdték a munkát és a vinkovcei őszi folklórfesztiválon mutatkoztak be. Létrejött a tambura szekció, a gyermekcsoport, a veterán folkloristák csoportja és az énekes csoport. A Vogyincei Horvát Nők Szövetsége segítségével megkezdődött a népviselet készítése a csoport minden tagja számára. 1997-ben rendezték meg először a gyermekek népi játékát, Bedenko játékok címmel. A rendezvényt június utolsó vasárnapján tartják és mára a gyermekcsoportok tradicionális találkozóhelyévé vált.

## Oktatás
A település első iskoláját 1830. november 1-jén alapították. A község előbb egy kisebb házat vásárolt, majd a tanulói létszám növekedésével egy nagyobb házat vásároltak. Ezt a szalmával fedett házat később lebontották, majd 1854-ben egy új, nagyobb és cseréppel fedett iskolát építettek. Az iskolának csak két osztálya volt, és olvasást, írást, hittant és egész számokkal végzett egyszerű számtani műveleteket tanítottak.1869-ig csak a vogyincei gyermekek jártak az iskolába, majd 1875-ig Újmikanovce gyermekei is ide jártak, mivel a faluban a gyermekek kis száma miatt a helyiek nem tudták fizetni a tanárt. 1875-től az újmikanovcei iskola újra önálló lett. 1906-ban az iskolát korszerűsítették, mivel az egyre növekvő számú diák számára túl kicsi lett. Az iskolában egyre nagyobb figyelmet fordítottak a gyümölcsösben és a szántóföldön végzett munkára, ily módon próbálva megtanítani az iskolásoknak a földműves tudás fontosságát. Az 1946/1947-es tanévtől került az iskolába Marija Tačković, aki egyedül 152 helyi gyermeket tanított és a tanulók száma a Zagorjéból és a Muraközből érkezett betelepülők miatt folyamatosan növekedett. 1956-tól 1960-ig a gyermekek száma tovább növekedett (különösen Bosznia-Hercegovina és Zagorje népességének növekvő bevándorlása miatt, melyek mind sokgyermekes családok voltak). Az iskola három váltásban, öt osztállyal, körülbelül kétszáz gyermekkel működött. 1958 júliusának elején a régi iskolát lebontották, és alapjaira új iskolát építettek. 1972-ben az iskola két váltásban működött 530 tanulóval, bevezetésre került a víz és javult az iskola felszerelése. Ma önálló, nyolcosztályos iskolaként működik és a szomszédos Újmikanovce gyermekei is ide járnak.

## Sport
Az NK Mladost Vođinci labdarúgócsapata megyei 2. ligában szerepel. 

## Egyesületek
- DVD Vođinci önkéntes tűzoltó egyesület.
- Vogyincei Horvát Nők Szövetsége.